# ФК „Калиакра“
Вижте пояснителната страница за други значения на Калиакра.
Калиакра Каварна 1923 е футболен клуб от град Каварна, който е основан през 1922 г. Играе домакинските си мачове на стадион „Калиакра“, който има капацитет от 5000 места.

## Визитка
- Основан: 1922 г.
- Стадион: „Калиакра“: 5000 индивидуални седящи места, от които: покрити 2000 места, сектор за гости 500 места, ВИП ложа 118 места, Осветление – 1100 lux, Електронно информационно табло, Wi-Fi Интернет.
- Спонсор: Община Каварна
- Ст.треньор: Красен Петков
- Пом.треньор Ивайло Керчев
- УПРАВИТЕЛЕН СЪВЕТ: ДИМО ДИМИТРОВ ЙОРДАНОВ, ЙОРДАН РАЙКОВ ЙОРДАНОВ, ДИЯН РАДЕВ МИХАЙЛОВ, ПЕТКО КОЛЕВ ДИМИТРОВ, СТАНИМИР ДИМИТРОВ ПАНАЙОТОВ.
- 1-во място в Б Група, сезон 2009/10 – 57 точки; 12-то място в А Група, сезон 2010/11 – 30 точки

## История
През 1922 година в Каварна е учреден спортен клуб Калиакра. В 1923 г. той се преименува на Венус (Венера), който в края май 1931 прекратява своето съществуване по неизняснени причини. По време на румънското владичество в черноморското селище възниква и друг спортен клуб, който носи името на древната гръцка колония, съществувала по тези земи от V век. Бизоне е учреден през 1934 г., но в 1938 г. също преустановява дейността си. През 1940 г., след възвръщането на Южна Добруджа към България, е основан спортен клуб Добротич. В 1943 г. той е преименуван на Калиакра. През 1945 г. е създаден и спортен клуб Спартак, който в 1947 г. е присъединен към физкултурно дружество Калиакра. В края на 1949 г. са формирани няколко доброволни спортни организации, най-известна от които е Червено знаме. През 1957 г. те са присъединени към възстановеното дружество за физическа култура и спорт Калиакра. На негова основа през 1985 г. се образува едноименният футболен клуб През сезон 2004/05 клубът си извоюва място в Б група.
Клубът има 5 участия в Б група, след възраждането си а най-престижното място е 2-ро в Б група, сезон 2007/08. Осминафиналист за купата на България през 1998 г. и полуфиналист през 2008 г. и 2010 г.
На 31 март 2010 г. Калиакра побеждава Черно море (Варна) след дузпи 3:2 и достига за втори път полуфинал в историята на турнира. Калиакра губи от Черноморец (Поморие) на полуфиналите за Купата на България, след като в редовното време двубоя завършва 1:1, но след дузпи Черноморец (Поморие) побеждава с 3:0.
През сезон 2010/11 ФК Калиакра играе за първи път в новата си история в А ПФГ на България, след като завършва на първо място в Източна Б група с 57 точки.
През 2015 г. на кормилото на Калиакра застава местният бизнесмен Христо Узунов. След гръмки обещания за завръщане в професионалния футбол и налагането на местни кадри той стартира управлението на отбора. Калиакра редува силни и слаби мачове през първите две години на новата власт. За да дойде сезон 2019/2020 в който родното Каляри изпада в черна дупка. Първият признак, че нещата не отиват на добре си проличава на мач от АФК срещу Септември Тервел игран в Каварна. Домакините излизат с девет души и след 20 мин. игра мачът е прекратен при резултат 0 на 4. След този момент следват неявявания на два мача от редовния сезон в Трета лига съответно срещу Черноломец Попово и Добруджа, а собственикът не дава обяснение за състоянието на отбора.
След фалита на ФК Калиакра през 2018 г. клуба взима лиценза на ФК Левски от с. Карапелит и участва в североизточната трета лига като ФК Калиакра Каварна – Левски Карапелит 1922, но в БФС се води под името ФК Калиакра. Преди началото на сезон 2019/20 г. клуба сменя името си на ФК Калиакра 1923, подади лошото си финансово състояние и неадекватната работа на собственика Христо Узунов отбора е изправен пред закриване. През месец ноември 2019 г. отбора окончателно фалира.

## Наименования
- Калиакра (от 1922 г.)
- Венус (от 1923 г.)
- Бизоне (от 1934 г.)
- Добротич (от 1940 г.)
- Калиакра (от 1943 г.)
- Червено знаме (от 1949 г.)
- Сборен отбор Каварна (от 1954 г.)
- Калиакра (от 1957 г.)
- Калиакра 1923 (от 2019 г.)

## Настоящ състав
Към 30 май 2016 г.

## Известни футболисти
- Хараламби Харалампиев
- Тинко Въжаров
- Иво Кискинов
- Здравко Кулишев
- Христин Камбуров
- Радостин Трифонов
- Ивайло Керчев
- Красимир Райков
- Йордан Димитров
- Адриян Аврамов
- Даниел Трифонов
- Симеон Константинов
- Диян Божилов
- Живко Бояджиев
- Росен Харизанов
- Орхан Касабов